# Manuel «Guajiro» Mirabal
Manuel Mirabal Vásquez, conocido artísticamente como Manuel «Guajiro» Mirabal (Melena del Sur, Cuba; 5 de mayo de 1933-La Habana, 28 de octubre del 2024), fue un trompetista cubano  conocido por su participación en el Buena Vista Social Club.

## Inicios
A temprana edad comenzó a ejecutar la trompeta, dando inicio a su carrera profesional en 1951. Se unió a la banda de jazz afrocubano "Casino Swings" en 1953, en la cual permaneció durante tres años.
En 1956 formó parte del "Conjunto Rumbavana", y a partir de 1960 participó en la Orquesta Riverside, en la que su vocalista Tito Gómez le aplicó el apodo que lo acompañaría como nombre artístico: "Guajiro" Mirabal.
A partir de 1965 participó en distintas agrupaciones musicales, incursionando en estilos tradicionales como el son cubano y el bolero.

## Buena Vista Social Club
En 1995 acompañó en el Olympia de París al legendario músico Compay Segundo, compartiendo escenario con cantantes internacionales como Martirio.
En ese mismo año, el productor Juan de Marcos González lo invitó a formar parte de los AfroCuban All Stars, colaborando con músicos cubanos de amplia trayectoria, tales como: Puntillita, Orlando "Cachaíto" López y Rubén González, entre otros.
Un año después, en 1996, el mismo productor y el guitarrista estadounidense Ry Cooder lo integraron al exitoso proyecto Buena Vista Social Club, trabajando junto a grandes figuras de la música cubana entre las que destacan: Compay Segundo, Ibrahim Ferrer, Omara Portuondo, Pío Leyva, Eliades Ochoa y Barbarito Torres, además de los anteriormente mencionados.
Con esta agrupación se presentó en escenarios de prestigio mundial como el Carnegie Hall en Nueva York, el Teatro Lé Carré en Ámsterdam y el Royal Hall de Londres.
En 2004 lanzó el disco Buena Vista Social Club presents: Manuel "Guajiro" Mirabal, que se convirtió en un éxito tanto por sus ventas como por su inigualable contribución a la música vernácula de su país.

## Fallecimiento
A los 91 años, murió en La Habana el 28 de octubre de 2024.

## Discografía solista
- Buena Vista Social Club presents: Manuel "Guajiro" Mirabal

## Colaboraciones
- AfroCuban All Stars: A toda Cuba le gusta, 1995.
- AfroCuban All Stars: Distinto, diferente, 1996.
- Buena Vista Social Club, 1996.
- Buena Vista Social Club presents: Ibrahim Ferrer, 1997.
- Buena Vista Social Club presents: Omara Portuondo, 1997.